# Vic-la-Gardiole
Vic-la-Gardiole é uma comuna francesa na região administrativa de Occitânia, no departamento de Hérault. Estende-se por uma área de 18,49 km². Em 2010 a comuna tinha 3 345 habitantes (densidade: 180,9 hab./km²).

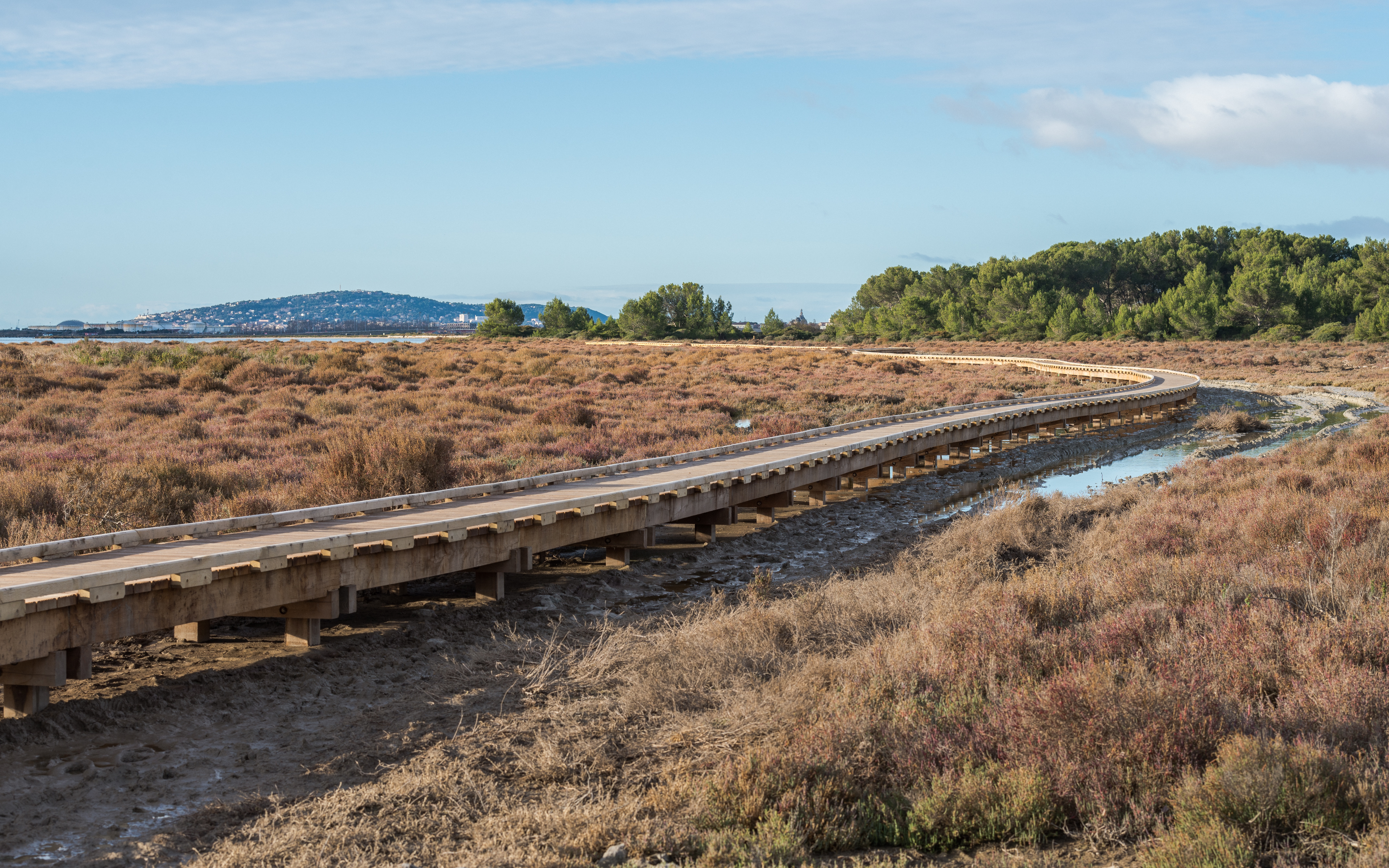